# コリントのライス
コリントのライス（英語: Lais of Corinth、fl. 紀元前425年）は、おそらくはコリント出身の、紀元前5世紀の古代ギリシアの高級娼婦、ヘタイラ。後の時代の同じ名の娼婦として、紀元前4世紀のヒュッカラのライスがいる。古代から、伝聞に基づく間接的な記述において、彼女たちふたりはしばしば混同され、また、いずれに言及しているのか判然としないままとされるなど、ふたりは密接に結び付けられてきた。コリントのライスは、ペロポネソス戦争の時代に生き、当時最も美しい女性であったとされる。彼女の顧客には、哲学者のアリスティッポス（彼の著作とされるもののうち2作はライスについて書かれたものだという）や、古代オリンピックのスタディオン走のチャンピオンだったキュレネのユーボタスなども含まれていた。